# Abijah Gilbert

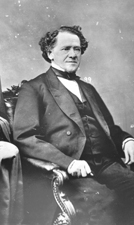
Abijah Gilbert

Abijah Gilbert (* 18. Juni 1806 in Gilbertsville, Otsego County, New York; † 23. November 1881 ebenda) war ein US-amerikanischer Politiker, der den Bundesstaat Florida im Senat der Vereinigten Staaten vertrat.
Abijah Gilbert besuchte zunächst die Gilbertsville Academy, eine Privatschule in seinem Heimatort, ehe er sich am Hamilton College in Clinton einschrieb. Dort machte er 1822 seinen Abschluss. Bis 1850 war er als Kaufmann in New York City tätig; im Jahr 1865 zog er schließlich nach St. Augustine im Nordosten Floridas.
Als Anhänger des Abolitionismus unterstützte Gilbert in jüngeren Jahren die Whigs; später trat er der Republikanischen Partei bei. Für die Republikaner wurde er während der Zeit der Reconstruction in den Senat in Washington gewählt. Er verblieb dort vom 4. März 1869 bis zum 3. März 1875 und war bis 1989 der letzte Republikaner, der den Class-1-Senatssitz innehatte.
Nach seinem Ausscheiden aus dem Senat zog sich Abijah Gilbert auch aus dem Berufsleben zurück. Er starb 1881 in seinem Geburtsort Gilbertsville.